# Caspar Corbeau
Caspar Corbeau (Santa Cruz (Californië), 3 april 2001) is een Amerikaans-Nederlands zwemmer. In 2024 won hij op de Olympische Spelen van Parijs en uitkomend voor Nederland brons op de 200 meter schoolslag. 

## Zwemcarrière
Corbeaus grootouders van vaders zijde emigreerden eind jaren vijftig van Nederland naar de Verenigde Staten. Zijn vader Jim Corbeau werd als lid van ZPC Amersfoort tweemaal Nederlands zwemkampioen. Caspar Corbeau werd geboren in Californië en groeide op in Californië en Oregon. Bij zijn geboorte verkreeg hij zowel de Amerikaanse als de Nederlandse nationaliteit. In 2015 werd hij lid van ZPC Amersfoort. In 2017 koos hij ervoor als zwemmer voor Nederland uit te komen. Daarmee vergrootte hij naar eigen zeggen zijn kansen op deelname aan internationale toernooien. 
Corbeau vertegenwoordigde Nederland op de Olympische Jeugdzomerspelen 2018 in Buenos Aires. Hier eindigde hij als vierde op de 200 meter schoolslag, als zesde op de 100 meter schoolslag en als zevende op de 50 meter schoolslag. Hij won brons op de 200 meter schoolslag op de Europese jeugdkampioenschappen zwemmen 2018 in Helsinki. Een jaar later behaalde hij zilver op zowel de 100 als de 200 meter schoolslag en brons op de 50 meter schoolslag op de Europese jeugdkampioenschappen zwemmen 2019 in Kazan. 
Bij zijn internationale seniorendebuut, op de Europese kampioenschappen zwemmen 2020 in Boedapest, eindigde Corbeau als zevende op de 200 meter schoolslag, op zowel de 50 als de 100 meter schoolslag strandde hij in de series.

## Internationale toernooien
| Jaar | Olympische Spelen                       | WK langebaan                                                        | WK kortebaan                                              | EK langebaan | EK kortebaan                                                                                        |
| ---- | --------------------------------------- | ------------------------------------------------------------------- | --------------------------------------------------------- | ------------ | --------------------------------------------------------------------------------------------------- |
| 2021 | 25e 100m schoolslag 21e 200m schoolslag |                                                                     | 20e 50m schoolslag 24e 100m schoolslag 7e 200m schoolslag |              | |
| 2022 |                                         | 13e 100m schoolslag 12e 50m schoolslag 7e 200m schoolslag           |                                                           |              | |
| 2023 |                                         | 10e 50m schoolslag 5e 200m schoolslag 12e 4×100m vrije slag gemengd |                                                           |              | 4x50m wisselslag · 100m schoolslag · 200m schoolslag · 5e 50m schoolslag · 4x50m wisselslag gemengd |
| 2024 | 8e 100m schoolslag · 200m schoolslag    | 7e 100m schoolslag · 200m schoolslag · 4×100 m wisselslag mannen*   |                                                           |              | |
| 2025 |                                         | 4e 100m schoolslag · 12e 50m schoolslag · 200m schoolslag ·         |                                                           |              | |

* Corbeau zwom alleen de series

## Persoonlijke records
Bijgewerkt tot en met 31 juli 2024
Langebaan
| Afstand         | Tijd    | Datum            | Plaats    |
| --------------- | ------- | ---------------- | --------- |
| 50m schoolslag  | 27,10   | 30 november 2023 | Rotterdam |
| 100m schoolslag | 59,04   | 27 juli 2024     | Parijs    |
| 200m schoolslag | 2.07,90 | 31 juli 2024     | Parijs    |